# Lucas Ossendrijver
Lucas Ossendrijver, né le 31 janvier 1970 à Amersfoort aux Pays-Bas, est un styliste néerlandais. 
Ancien assistant d'Hedi Slimane pour Dior Homme, il est entre 2006 et 2018 directeur artistique de la ligne masculine de la maison Lanvin.

## Biographie[3]
Il étudie au ArtEZ Fashion Institute Arnhem. Il fait ses débuts en 1997, au département homme de la maison Kenzo puis en 2000, il rejoint Kostas Murkudis. Il assiste durant trois ans Hedi Slimane, directeur artistique de la ligne homme de la maison Dior. En 2005, il est engagé chez Lanvin pour diriger le département masculin de la marque.